# Episodi di Scuola di football (seconda stagione)
La seconda stagione della serie televisiva Scuola di football è stata trasmessa in anteprima negli Stati Uniti d'America dalla HBO tra il 25 agosto 1986 e il 20 gennaio 1987.
| nº | Titolo originale           | Titolo italiano | Prima TV USA      | Prima TV Italia |
| -- | -------------------------- | --------------- | ----------------- | --------------- |
| 1  | The Rookies                |                 | 25 agosto 1986    |                 |
| 2  | The Veterans               |                 | 1º settembre 1986 |                 |
| 3  | A Second Chance            |                 | 8 settembre 1986  |                 |
| 4  | Quarterbacks Tell No Tales |                 | 15 settembre 1986 |                 |
| 5  | California Freeze Out      |                 | 22 settembre 1986 |                 |
| 6  | The Unkindest Cut          |                 | 29 settembre 1986 |                 |
| 7  | Yinessa's Interview        |                 | 30 dicembre 1986  |                 |
| 8  | Easy Come, Easy Go         |                 | 6 gennaio 1987    |                 |
| 9  | A Family Affair            |                 | 13 gennaio 1987   |                 |
| 10 | The Big One                |                 | 20 gennaio 1987   |                 |